# Stanisław Kazimierczak
Stanisław Kazimierczak vel Alfred Drozd vel Stanisław Chuda, pseud.: Ksiądz, Żebrak, Stos (ur. 10 grudnia 1912 w Warszawie, zm. prawdop. w 1943) – sierżant łączności Wojska Polskiego, Polskich Sił Zbrojnych i Armii Krajowej, cichociemny.

## Życiorys
Po ukończeniu dwóch klas Państwowej Wyższej Szkoły Budowy Maszyn i Elektrotechniki im. H. Wawelberga i S. Rotwanda w Warszawie wstąpił do czynnej służby w pułku radiotelegraficznym. Od 1935 roku pracował w Komendzie Głównej Straży Granicznej, a od 1937 (albo 1938) roku został odkomenderowany jako radiotelegrafista do Komisariatu Straży Granicznej „Grajewo”.
We wrześniu 1939 roku do 6 września służył w Straży Granicznej. Przekroczył granicę polsko-węgierską 19 września 1939 roku. Był internowany na Węgrzech. W kwietniu 1940 roku znalazł się we Francji, gdzie służył w Centrum Wyszkolenia Łączności i w kompanii łączności 3 Dywizji Piechoty. W czerwcu 1940 roku przedostał się do Wielkiej Brytanii, gdzie został przydzielony do 11 kompanii łączności.
Po przeszkoleniu w łączności radiowej i dywersji został zaprzysiężony 5 października 1942 roku w Oddziale VI Sztabu Naczelnego Wodza. Zrzutu dokonano w nocy z 16 na 17 lutego 1943 roku w ramach operacji „Vice” dowodzonej przez por. naw. Radomira Walczaka. Kazimierczak dostał przydział do Oddziału V Łączności Komendy Głównej AK jako radiotelegrafista batalionu „Iskry”. Następnie służył jako radiotelegrafista kompanii „Kram”, a w maju 1943 roku – kompanii „Omnibus”. Został wtedy odkomenderowany jako okręgowy inspektor łączności radiowej do Okręgu Wilno albo Okręgu Nowogródek AK. Kiedy jechał z Warszawy na placówkę, został aresztowany w wyniku kontroli dokumentów na granicy Generalnego Gubernatorstwa (w Małkini albo Ostrołęce). Odtąd ślad po nim zaginął. Według niepotwierdzonych informacji został przewieziony do obozu koncentracyjnego Auschwitz-Birkenau, a stamtąd do obozu koncentracyjnego Neuengamme, gdzie został zdekonspirowany.

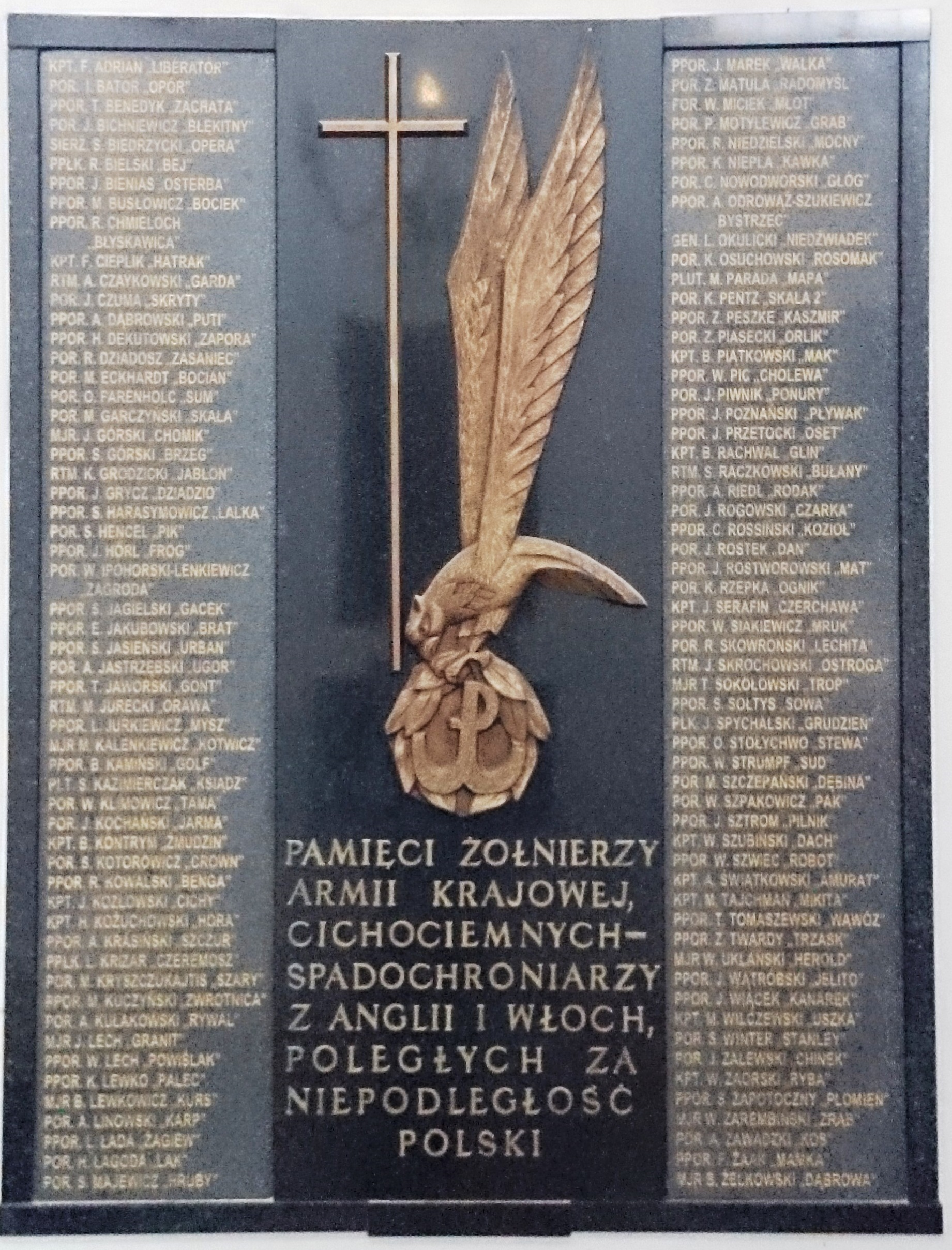
Tablica w kościele św. Jacka w Warszawie, upamiętniająca poległych cichociemnych, w tym Stanisława Kazimierczaka

## Awanse
- kapral – 1935
- plutonowy – ze starszeństwem z dniem 21 grudnia 1942 roku
- sierżant –

## Odznaczenia
- Krzyż Srebrny Orderu Virtuti Militari – pośmiertnie nr 13657[1]

## Życie rodzinne
Był synem Mariana i Anieli z domu Wyszyńskiej. Ożenił się z Czesławą Szejnik. Mieli córkę Hannę zamężną Kulińską (ur. w 1939 roku).

## Upamiętnienie
W lewej nawie kościoła św. Jacka przy ul. Freta w Warszawie odsłonięto w 1980 roku tablicę Pamięci żołnierzy Armii Krajowej, cichociemnych – spadochroniarzy z Anglii i Włoch, poległych za niepodległość Polski. Wśród wymienionych 110 poległych cichociemnych jest Stanisław Kazimierczak.